# Neonauclea cyrtopoda
Neonauclea cyrtopoda là một loài thực vật có hoa trong họ Thiến thảo. Loài này được (Miq.) Merr. mô tả khoa học đầu tiên năm 1915.